# Vulgichneumon clypeatus
Vulgichneumon clypeatus là một loài tò vò trong họ Ichneumonidae.